# 藤本–貝洛反應
藤本–貝洛反應（Fujimoto–Belleau reaction）是δ-烯醇内酯与格氏试剂作用，然后发生分子内羟醛缩合，得到五、六元环的双环α,β-不饱和酮。
反应以日裔美国化学家藤本喬治（George I. Fujimoto）和加拿大化学家伯納德·貝洛（Bernard Belleau）的名字命名。
整个过程产率很好。用于甾类化学。所形成的环己烯酮在甲醇中与碘反应可得苯甲醚衍生物。

## 反应机理
机理如图所示。包括格氏反应、质子交换和分子内羟醛缩合（消除为E1cB机理）三步。